# Quinta Juana
La Quinta Juana (catalán Vil·la Joana) es una antigua masía de Vallvidrera (distrito de Sarrià – Sant Gervasi, Barcelona) situada dentro del Parque de Collserola.

## Historia
Documentada desde el siglo XVI, fue adquirida a mediados del siglo XIX por el constructor Ramón Miralles Vilalta, que la reformó completamente como casa de veraneo y la bautizó en honor a su mujer Juana Ferran Catarineu. En mayo de 1902, Ramón Miralles acogió al poeta Jacinto Verdaguer cuando los médicos le recomendaron aires de montaña para paliar los efectos de su avanzada tuberculosis, pero murió allí el 10 de junio de aquel mismo año.

### Escuelas Vilajoana
En 1920, el Ayuntamiento de Barcelona compró la casa a la familia Miralles y la habilitó como escuela de educación especial. El proyecto incluía una parte pedagógica (escuela de deficientes, ciegos y sordomudos) y una parte científica: un laboratorio general de estudios e investigaciones (con ramas dedicadas a la antropología, la psiquiatría, la psicología, la fonología, la óptica y la otorrinolaringología) que actuaba como centro director del conjunto de la institución pedagógica. Las Escuelas Vilajoana contaron con profesionales de gran prestigio como el doctor Jesús María Bellido i Golferichs, el psiquiatra Joan Alzina i Melis, el fonetista Pere Barnils i Giol (primer director de la escuela de sordomudos), o Joan Llongueras (responsable de la educación musical para el ritmo), pudiendo considerarse, así, una institución modélica en el ámbito de las enseñanzas especiales. 
Se crearon, dentro de la escuela, talleres de carpintería, imprenta, cestería y fotografía, entre otros. La escuela de sordomudos permaneció en Villa Joana hasta 1925 y la de ciegos hasta 1954, de modo que a partir de esta fecha Villa Joana pasó a ser, exclusivamente, un centro educativo para deficientes. En 1973 esta escuela se trasladó a un edificio de nueva construcción situado en las inmediaciones.

## Edificio
Es un edificio de planta baja y tres pisos con cubierta a dos vertientes. La corona una torre mirador y presenta galerías laterales añadidas. Un elemento muy característico es el reloj de sol que preside la fachada principal.

## Museo
En 1962, el Ayuntamiento de Barcelona acordó convertirla en museo dedicado a la memoria de Jacinto Verdaguer como centro vinculado al Museo de Historia de Barcelona. El traslado de la escuela, en 1973, facilitó el pleno desarrollo del museo verdagueriano. En el año 2014 se emprendieron las obras de rehabilitación integral de la casa y una completa renovación de su contenido museográfico. MUHBA Vil·laJoana abrió de nuevo sus puertas al público en junio de 2016.
La actual exposición permanente de MUHBA Vil·la Joana permite conocer la historia de la propia casa, incorporando elementos como los objetos de cerámica hallados durante las excavaciones llevadas a cabo a raíz de las obras de remodelación en 2014-2016, muestras de los pavimentos, de los antiguos muros, el lagar de la masía, etc.
Otro apartado de la exposición permanente hace referencia a las Escuelas Vilajoana
A continuación, y todavía en las salas de exposición de la planta baja, el discurso museográfico se focaliza en la literatura
Las salas de exposición del primer piso están dedicadas a Jacinto Verdaguer y a Barcelona como ciudad literaria.
En la segunda planta se han habilitado salas de reunión para acoger jornadas y sesiones de trabajo.
Algunos elementos patrimoniales que forman parte de la actual exposición permanente de MUHBA Vil·la Joana son:
- Inscripción fundacional de la casa Ferrer, antecedente de Villa Joana (1743).
- Cocina de la escuela Villa Joana, marca “José Cañameras” (1967)
- Busto de Jacinto Verdaguer, en yeso, del escultor Manuel Fuxá (1903).
- Habitación donde murió Jacinto Verdaguer el 10 de junio de 1902. El mobiliario Thonet es el original.
- Catorce dibujos de Josep María Xiró para una edición ilustrada de La Atlántida (1906). Legado de Francesc Matheu.
- Edición especial de la oda “A Barcelona” de Jacinto Verdaguer, con dedicatoria del autor al Ayuntamiento de Barcelona (1883). Cubierta con el escudo de la ciudad.
- Fonógrafo que sirvió para grabar la voz de Jacinto Verdaguer el año 1897. Se puede escuchar la grabación original de Verdaguer leyendo dos de sus poemas “La Cegueta” y “Amor de mare”.
- Englantina de oro ganada por Francesc Matheu en los Juegos Florales del año 1888 por el poema “Festa”.
- Grabados de Andreu Solà i Vidal, ilustraciones para el “Dietari d’un pelegrí a Terra Santa” de J. Verdaguer.